# Anna Tatangelo
Anna Tatangelo (Sora, 9 de enero, de 1987) es una cantautora italiana de pop y conductora televisiva.

## Biografía
Gana el Festival de la Canción de San Remo en el 2002, con solo 15 años, en la categoría Jóvenes con el tema "Doppiamente Fragili" ("Doblemente Frágiles")  escrita en parte por  Marco Del Freo.  Debido a su corta edad, la casa discográfica decide no publicar de inmediato un álbum. También en 2002 hace un dueto con Gigi D'Alessio con la canción "Un Nuovo Bacio" ("Un Nuevo Beso"), que dos años después Gigi D'Alessio cantaría a dueto con Ana Torroja (en su versión en español) y que posteriormente, en el 2012 cantaría una nueva versión en español junto a Anna Tatangelo en un concierto llevado a cabo en la Ciudad de México.
Regresa a Sanremo en el 2003 con "Volere Volare" ("Querer Volar") junto a Federico Stragà. La canción solo llega al puesto número 17.
En el otoño del mismo año se publica el primer álbum Attimo x Attimo (Momento x Momento). Entre las canciones, está "Attimo x Attimo" que fue escrita para la cantante italiana Mia Martini que no llegó a cantarla a causa de su muerte.
En el 2004 Anna es elegida en pareja con Gigi D'Alessio por Walt Disney para interpretar el tema de Aladin "Il mondo è mio" "(El mundo es mio)".Posteriormente de una amplia actividad de conciertos, Anna debuta como presentadora para Video Italia.
En 2005 regresa a Sanremo con el tema "Ragazza di Periferia" ("Muchacha de las Afueras") escrita en parte por D'Alessio. Después del festival sale su segundo álbum con el mismo título.
En el 2006, por cuarta vez en cinco años, toma parte en el Festival de Sanremo donde gana en la categoría Mujeres con la canción "Essere Una Donna" ("Ser Una Mujer"). Después del festival sale de nuevo el álbum Ragazza di Periferia con la canción de Sanremo y el inédito "Colpo Di Fulmine" ("flechazo de amor"). Después viene un gran debutó discográfico en Sudamérica y Francia y varios discos de oro y platino por las 130.000 copias vendidas de su álbum "Ragazza di Periferia". En este año se hace pública su relación con Gigi D'Alessio, lo cual no es bien aceptado por la prensa debido a la diferencia de edad que existe entre ambos (20 años).
En septiembre de 2007 regresa a la música. En Miss Italia presenta su nuevo sencillo "Averti Qui" ("Tenerte Aquí"). En noviembre sale su tercer álbum, Mai Dire Mai (Nunca Digas Nunca)" el cual contiene 2 temas escritos por ella misma "Averti Qui" y "Lo so che finirà" "(Sé que acabará)".
Entre octubre y noviembre del 2007 participa en un importante tour en Estados Unidos y Canadá.
En febrero del 2008 regresa a Sanremo con un tema escrito por Gigi D'Alessio que se titula "Il mio amico (Mi amigo)". Llega a interpretar la canción junto a Michael Bolton, lo que ella confiesa era un sueño, ya que dice admirarlo firmemente. En esta ocasión, su paso por el festival no pasa desapercibido. Primeramente porque la canción abarca el tema de la homosexualidad, en donde se insipira en su mejor amigo para dar a conocer la lucha constante que significa ser homosexual. Luego, en la ceremonia final, Tatangelo agradece públicamente a Gigi D'Alessio por su apoyo y amor, lo que desata críticas en la prensa. En primavera del 2009 realiza su primer tour teatral en toda Italia.
En noviembre del 2008 sale su cuarto disco titulado "Nel Mondo Delle Donne" ("En el Mundo de las Mujeres"), el cual aborda temáticas como la violencia hacia las mujeres y la anorexia.
En el 2010 da a luz a su hijo Andrea D'Alessio, fruto de la relación con Gigi D'Alessio. Ese mismo año es elegida para ser juez de XFactor 4 Italia y en febrero del 2011 participa por sexta vez en el Festival de Sanremo con la canción "Bastardo";en esa misma fecha publica su quinto disco titulado "Progetto B", así llamado porque ella declara que su 'Proyecto A' es su familia.
A principios del 2012 Anna participó en "Ballando con le stelle", programa italiano de baile donde la cantante obtuvo el segundo lugar, junto  con Stefano di Filippo.
En junio del mismo año, Anna participa en el DVD de Gigi D'Alessio "Primera Fila" grabado en la Ciudad de México. En este Primera Fila Anna, canta por primera vez en español, la canción "Un nuevo beso" junto con Gigi D'Alessio, además de esto Anna Tatangelo también interpreta su canción Lo so che finirà en español.
En mayo del 2013 Anna lanza un sencillo llamado Occhio per Occhio y a principios del 2014 sale su sencillo "Senza dire che" ("Sin decir que"), escrito especialmente para ella por el vocalista del grupo "Modà", en julio del mismo año se estrena su segundo sencillo "Muchacha", de igual manera tema escrito por el vocalista Modà". 
A inicios del 2015 lanza su sexto álbum denominado Libera (libre) el cual contiene los sencillos "Senza dire che", "Occhio per occhio", "Muchacha", "Inafferrabile" y "Gocce di Cristallo".
El año 2018 Anna participa en la segunda edición de Celebrity Masterchef Italia. Tatangelo siempre ha demostrado gusto por la cocina, siendo ella misma la que comparte en sus redes sociales sus platos y preparaciones. A lo largo del show, recibió mayoritariamente buenas críticas por sus preparaciones, lo que la llevó a ser la flamante ganadora de la edición. El premio (50 mil euros) fue donado por Anna al hospital pediátrico Bambino di Gesù.
En febrero del 2019 Anna vuelve a Sanremo con la canción "Le Nostre Anime di Notte" la cual solo llega al puesto número 22 en el certamen a pesar de la buena aceptación del público. También, durante la misma semana, lanza su séptimo disco denominado "La Fortuna Sia con me", acompañado de fechas "instore" a lo largo de Italia donde Anna firmó los álbumes de sus fanes.

## Festival de la Canción de San Remo
Anna Tatangelo ha participado en el Festival de la Canción de San Remo ocho veces, ganando en dos oportunidades.
| Año  | Canción                                                 | Categoría         | Puesto       |
| ---- | ------------------------------------------------------- | ----------------- | ------------ |
| 2002 | "Doppiamente Fragili" ("Doblemente Frágiles")           | Giovani (Jóvenes) | 1            |
| 2003 | "Volere Volare" ("Querer Volar") con Federico Stragà    | Big (Grandes)     | 17           |
| 2005 | "Ragazza di Periferia" ("Muchacha de las Afueras")      | Donne (Mujeres)   | 3            |
| 2006 | "Essere Una Donna" ("Ser Una Mujer")                    | Donne (Mujeres)   | 1            |
| 2006 | "Essere Una Donna" ("Ser Una Mujer")                    | Big (Grandes)     | 3            |
| 2008 | "Il Mio Amico" ("Mi Amigo")                             | Big (Grandes)     | 2            |
| 2011 | "Bastardo ("Bastardo")                                  | Big (Grandes)     | 9            |
| 2015 | "Libera" ("Libre")                                      | Big (Grandes)     | No clasifica |
| 2019 | "Le nostre Anime di Notte " ("Nuestras almas de noche") | Big (Grandes)     | 22           |

## Discografía

### Álbumes
| Título                | Salida                  | Notas         | Etiqueta            |
| --------------------- | ----------------------- | ------------- | ------------------- |
| Attimo X Attimo       | 7 de abril de 2003      | Primer Álbum  | EMI Marketing       |
| Ragazza di Periferia  | 14 de marzo de 2005     | Segundo Álbum | G&G/Universal Music |
| Mai Dire Mai          | 2 de noviembre de 2007  | Tercer Álbum  | GGD/Sony Music      |
| Nel Mondo Delle Donne | 28 de noviembre de 2008 | Cuarto Álbum  | GGD/Sony Music      |
| Progetto B            | 16 de febrero de 2011   | Quinto Álbum  | GGD/Sony Music      |
| Libera                | 12 de febrero de 2015   | Sexto Álbum   | GGD EDIZIONI        |
| La fortuna sia con me | 8 de febrero de 2019    | Séptimo Álbum | GGD EDIZIONI        |

### Singles
| Título               | Salida                  | Álbum                | Etiqueta               |
| -------------------- | ----------------------- | -------------------- | ---------------------- |
| Doppiamente Fragili  | 4 de marzo de 2002      | Attimo X Attimo      | EMI                    |
| Ragazza Di Periferia | 4 de marzo de 2005      | Ragazza Di Periferia | Universal Music Italia |
| Essere Una Donna     | 28 de febrero de 2006   | Ragazza Di Periferia | Universal Music Italia |
| Occhio per occhio    | 22 de marzo de 2013     | Libera               | GGD Productions        |
| Senza dire che       | 14 de marzo de 2014     | Libera               | GGD Productions        |
| Muchacha             | 4 de julio de 2014      | Libera               | GGD Productions        |
| Libera               | 9 de febrero de 2015    | Libera               | GGD Productions        |
| Gocce di cristallo   | 19 de noviembre de 2015 | Libera               | GGD Productions        |

### Reediciones
| Título                           | Salida              | Notas                                | Etiqueta            |
| -------------------------------- | ------------------- | ------------------------------------ | ------------------- |
| Ragazza di Periferia (Reedición) | 3 de marzo de 2006  | Contiene 2 Canciones Nuevas          | G&G/Universal Music |
| Mai Dire Mai (Reedición)         | 18 de marzo de 2008 | Contiene 2 Versiones De Il Mio Amico | GGD/Sony Music      |